# One Hot Minute
Albums de Red Hot Chili Peppers
Blood Sugar Sex Magik
(1991) Californication
(1999)
Singles
1. Warped
Sortie : 9 août 1995
2. My Friends
Sortie : 19 septembre 1995
3. Aeroplane
Sortie : 14 mars 1996
4. Shallow Be Thy Game
Sortie : 29 mai 1996
5. Coffee Shop
Sortie : 12 août 1996

One Hot Minute est le sixième album du groupe américain de rock alternatif Red Hot Chili Peppers. Il sortit le 12 septembre 1995 sur le label Warner Bros. Records et a été produit par Rick Rubin. Le succès mondial du précédent album, Blood Sugar Sex Magik a submergé le guitariste John Frusciante, qui a fini par quitter le groupe au milieu de la tournée, en 1992.
One Hot Minute est le premier enregistré sans le guitariste depuis son arrivée au sein du groupe, il sera alors remplacé par Dave Navarro (Jane's Addiction). Sa présence a considérablement changé le son du groupe en intégrant des parties de guitare heavy metal. Moins orienté sur le thème du sexe, le chanteur Anthony Kiedis explore des sujets plus sombres comme l'usage de drogues, la dépression, l'angoisse et le reproche. Après avoir été sobre pendant plus de cinq années, il admet avoir recommencé à prendre de la cocaïne et de l'héroïne en 1994, mais garde via ses paroles une approche réfléchie sur les drogues et leurs effets destructeurs.
One Hot Minute fut un échec commercial même si l'album atteignit la quatrième place du Billboard 200 et que trois singles en furent extraits.  Les critiques furent moins enthousiastes, et il s'est vendu moitié moins d'exemplaires que pour Blood Sugar Sex Magik. Navarro finira par quitter le groupe pour divergences musicales en 1998.

## Contexte
Le précédent album des Red Hot Chili Peppers, Blood Sugar Sex Magik, a été un succès immédiat à sa sortie en 1991, avec plus de sept millions de ventes aux États-Unis, et a propulsé le groupe sur le devant de la scène internationale. Le guitariste John Frusciante connait alors des difficultés à gérer la popularité du groupe, finissant par la détester. Il se dispute souvent avec les autres membres et sabote les concerts,. À cette époque, il commence l'héroïne et augmente sans cesse sa consommation. Frusciante quitte le groupe en 1992, pendant la tournée au Japon,. Il retourne en Californie et vit en ermite.
Déboussolés, le reste du groupe, sans guitariste remplaçant, embauche Arik Marshall pour les dates restantes, qu'ils se voient contraints de décaler,. De retour à Hollywood, le groupe passe une annonce dans le journal L.A. Weekly pour auditionner des guitaristes, ce que Kiedis considère alors comme une perte de temps. Après plusieurs mois de recherche infructueuse, le batteur Chad Smith propose Dave Navarro. Il avait toujours été le premier choix du groupe, mais avait été trop occupé à la suite de la séparation de Jane's Addiction, son ancien groupe, en 1991. Navarro finit par accepter après des bœufs productifs.

## Enregistrement et production

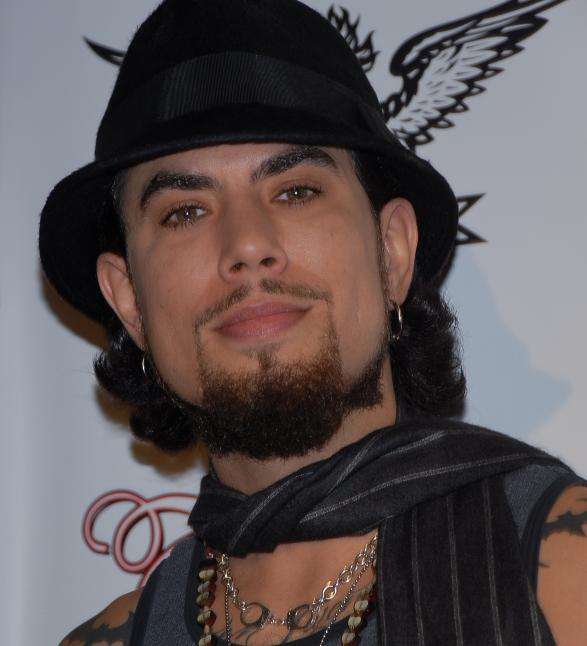
Dave Navarro (ici en 2007) rejoint le groupe en remplacement de John Frusciante.

Kiedis savait qu'avec l'arrivée de Navarro, le son du groupe serait changé inévitablement. En juin 1994, le groupe entre en studio au Sound Factory, à Los Angeles. Après quelques premiers jets, Kiedis commence à avoir du mal à chanter. Il venait de subir une opération dentaire durant laquelle on lui avait prescrit du Valium, qui lui cause une rechute et une nouvelle dépendance aux drogues. Il met fin à cinq années de sobriété et recommence à prendre des stupéfiants, ce qu'il s'était juré de ne plus faire. Le groupe fait une pause pour se produire au festival de Woodstock, le premier concert de Navarro avec les Red Hot.
De retour au studio, Navarro remet en cause les méthodes d'enregistrement du groupe. Il se demande pourquoi ils font autant de bœufs, engendrant un malaise dans le groupe. Les mois passent, et très peu de chansons sont écrites. En décembre, Kiedis part en voyage à Grand Rapids, au Michigan ; sa famille réalise qu'il est de nouveau dépendant. Il rentre à Hollywood à la fin du mois de janvier 1995, et finit d'enregistrer la partie vocale. Le reste de l'enregistrement est terminé le mois suivant.

## Écriture et composition
L'écriture des chansons prend beaucoup de temps, à cause de la dépendance de Kiedis et du départ de Frusciante. Kiedis avait pris l'habitude de travailler avec Frusciante : « Quand il s'agissait de composer, John devenait comme une anomalie. Pour lui, créer de la musique était encore plus simple que pour Hillel [Slovak], que je connaissais pourtant depuis des années. Je croyais que c'était pareil pour tous les guitaristes : tu leur montres tes paroles, tu fredonnes, et hop, tu as une chanson. Ça ne marchait pas comme ça avec Dave. » Pour compenser, Kiedis et le bassiste Flea prennent des vacances ensemble, et conçoivent entièrement les morceaux.
Globalement, les paroles de One Hot Minute font ressortir la noirceur, la mélancolie et les remords que Kiedis gardait pour lui. Beaucoup de chansons ont été composées alors qu'il cachait sa dépendance. Warped traduit sans détour les humeurs démentes en un appel à l'aide hystérique : « Ma tendance à la dépendance m'agresse/Ça a pris le dessus/Je fais semblant d'être fort et libre de ma dépendance/Ça me tord l'esprit ». Il est aussi déçu que « personne ne se soit douté que j'ai pu déraper après plus de cinq ans d'abstinence ». Le morceau, rempli de riffs de heavy metal et de voix en écho, tente de faire ressentir un état de détresse.
Aeroplane, le troisième single issu de l'album, est plus à contre-courant que la plupart des autres chansons, mais il contient tout de même des références aux problèmes personnels de Kiedis : « Je plonge au fond de mes yeux/Je ne trouve pas l'amour que je cherche/Quelqu'un devrait me gifler avant que je rouille/Avant que je me décompose. » Les chœurs sur le dernier couplet sont chantés par la fille de Flea, Clara, et sa classe de maternelle. Tearjerker est un hommage au chanteur de Nirvana, Kurt Cobain. Pour Kiedis, la mort de Cobain « a été un coup dur, et nous l'avons tous subi. Je ne sais pas pourquoi le monde entier se sentait si proche de ce type ; il était aimé et adoré, et bizarrement on le trouvait inoffensif. Avec toutes ses plaintes et cette noirceur, on ne pouvait que l'aimer. »
Flea fait ses débuts en tant que parolier, pour pallier les faiblesses d'écritures de Kiedis, submergé par son addiction,. Le bassiste écrit les paroles de Transcending, et l'introduction de Deep Kick, une chanson qui raconte son enfance et celle de Kiedis. Flea compose entièrement Pea, sur laquelle il est seul, au chant à la basse. My Friends parle plus des pensées sombres de Kiedis que de celles de « ses amis » : « Mes amis sont tellement en peine/Ils se tiennent au bord du vide/Aucun mot ne me vient/Ce vide. »
Le style de One Hot Minute diverge des précédents albums, surtout Blood Sugar Sex Magik. L'album est caractérisé par l'usage prédominant de riffs heavy metal à la guitare et des touches de rock psychédélique. Navarro, contrairement à Flea et Kiedis, n'a pas été influencé par le funk. Il raconte à Guitar World en 1996 : « Ça ne me parle pas vraiment. Mais bon, quand je joue avec trois autres types que j'aime et avec qui je partage une profonde amitié, c'est agréable de jouer du funk. » Navarro est influencé principalement par les guitaristes de rock comme Jimi Hendrix et Jimmy Page, ainsi que les guitaristes de rock gothique comme Robert Smith et Daniel Ash. Continuant sur sa lancée, Kiedis s'éloigne encore plus de son rap habituel, ne l'utilisant que sur quelques pistes. Il aura fallu près de deux ans pour écrire One Hot Minute, et sa production n'est pas une sinécure. Navarro se sent exclu par les autres membres. Si son rôle dans l'écriture avec Jane's Addiction était indépendant des autres, les Red Hot, eux, se basent sur la collaboration. Navarro remarque lui-même que la dynamique du groupe est plus équilibrée que celle de Jane's Addiction, qui reposait souvent sur Perry Farrell.

## Promotion et sortie
Pendant l'assemblage de l'album, le groupe enregistre un clip pour Warped. Ils demandent au beau-frère de Flea, Gavin Bowden, de le réaliser. La vidéo montre Kiedis et Navarro s'embrassant vers la fin, comme pour casser la monotonie d'un clip indigeste. Peu leur importe, et ils finissent de tourner quelques jours plus tard. Warner Bros, cependant, refuse d'office la vidéo, considérant que ce n'était pas vendeur et que le baiser rebuterait une grande partie des fans. Le groupe parvient à un accord pour laisser le baiser sur la version finale, ce qui n'a pas été apprécié par les adolescents. À ce propos, Kiedis remarque : « S'ils ne peuvent accepter ce que l'on fait, on n'a plus besoin d'eux ».
One Hot Minute sort le 12 septembre 1995. Il devient disque d'or deux mois plus tard, le 11 novembre, et est devenu depuis double disque de platine aux États-Unis. L'album parvient à la quatrième place du Billboard 200,. My Friends prend la première place aux classements Modern Rock et Mainstream Rock. Elle arrive à la 29e place au classement britannique UK Top 40, là où Aeroplane monte à la 11e position. Plusieurs jours après la sortie de l'album, Kiedis continue toujours sa consommation de drogue, malgré les nombreuses interviews prévues.

## Accueil
| Source               | Note        |
| -------------------- | ----------- |
| Toronto Star         | (favorable) |
| NME                  | [ 31 ]      |
| Newsweek             | (favorable) |
| The Boston Globe     | (favorable) |
| AllMusic             | [ 22 ]      |
| Spin                 | [ 34 ]      |
| Entertainment Weekly | (B+)        |
| Robert Christgau     | (Bide)      |
| Q                    | [ 37 ]      |
| Rolling Stone        | [ 38 ]      |

One Hot Minute n'est pas aussi bien reçu que Blood Sugar Sex Magik et est finalement considéré comme une suite échouée. Quelques-uns, cependant, encensent l'album. Daina Darzin, de Rolling Stone affirme : « One Hot Minute plonge dans les profondeurs bouleversantes de la dépendance aux drogues et de l'abandon » et que l'album « est un disque farouchement éclectique et imaginatif qui présente des membres plus évolués, inspirés et grandis. Après une carrière de plus de 10 ans, ils réalisent enfin leur potentiel. » David Browne, de Entertainment Weekly, trouve que « One Hot Minute se lamente et rabâche comme un enregistrement pirate, mais il a aussi ses moments de subtilité et de maturité ». Il continue en remerciant Kiedis « de garder ses tendances rustiques sous contrôle ». Cependant, Browne critique le groupe qui « s'essaie à la philosophie cosmique, qui finit souvent en sentiments hippies » et dont certaines chansons « retombent dans une suée de vieux funk de lycée ». Stephen Thomas Erlewine de AllMusic pense que « Enchaîner après Blood Sugar Sex Magik semble avoir été une dure tâche pour les Red Hot Chili Peppers. [...] La guitare survoltée et métallique de Navarro aurait dû ajouter du poids au funk lourd et punk des Red Hot, mais elle n'arrive qu'à rendre le tout pataud. » Il ajoute que « en mettant le metal en avant, le funk est petit à petit mis de côté, tout comme la mélodie ». Robert Christgau donne la note de « bide ».
My Friends est considéré par Erlewine comme une tentative évidente de conserver le public qui avait accroché à Under the Bridge, mais qu'au contraire, « les mélodies sont faibles, mais les paroles encore pires ». La chanson « essaie aussi d'être une accolade collective pour tous les potes en galère [de Kiedis] »,. Le magazine Rolling Stone, trouve quant à lui que la musique est « adorable, avec son refrain vaguement folk, qui entonne la même aspiration que Under the Bridge ou Breaking the Girl ». L'article continue avec une note positive sur Warped, affirmant que le morceau « mêle des paroles désespérées avec une introduction où plusieurs tons sont superposés, une spirale de bruits dynamiques et des gros rythmes de rock surfant à travers de terribles motifs funk. C'est comme, eh bien, un shoot de drogue. » Rolling Stone enchaîne en parlant de la chanson One Hot Minute, qui est « funky et marrant. Ça parle d'amour et de sexe. Bon Dieu, il y a des choses qui ne doivent pas changer. » Le magazine Entertainment Weekly pense que « certaines de ces chansons durent un peu trop et auraient mérité d'être raccourcies », même s'il trouve que Kiedis a une voix « presque spirituelle » sur Falling Into Grace.

## TournéeOne Hot Minuteet départ de Navarro
La tournée One Hot Minute débute quelques jours après la sortie de l'album. Le groupe commence par un tour rapide en Europe, qui se finit début novembre. Kiedis se sent comme un simple musicien sur une tournée, et devient un peu effacé. Une pause de dix jours était prévue avant d'entamer la tournée américaine. Celle-ci est cependant repoussée à début février. Après seulement quelques dates, Kiedis se blesse gravement à la jambe alors qu'il réalise ce qu'il appelle « la danse robot les yeux fermés ». Il trébuche sur un moniteur et tombe de la scène, finissant pendu par le mollet à son câble de micro. Il porte un plâtre pendant deux mois.
Kiedis pense que « c'était sympa de voir que les gens étaient toujours prêts à venir nous voir », quatre ans après leur dernier album. Après la tournée américaine, les Red Hot prennent deux semaines de repos avant de se produire en Australie et en Nouvelle-Zélande. Ils jouent ensuite au Tibetan Freedom Concert à San Francisco, avant de terminer la tournée européenne.
Kiedis reste sobre pendant toute la tournée et se maintient en forme pendant les concerts. Navarro, lui, ne tient pas la distance, ce qui commence à ennuyer ses camarades. Kiedis se blesse à nouveau à Prague après être tombé de la scène à la suite d'un saut périlleux arrière raté. Il est forcé de porter une gaine de maintien pendant quelques concerts, ce qui l'empêche de s'éloigner trop de son micro. Après des représentations à Paris et à Londres, le groupe rentre à Los Angeles. Kiedis recommence à prendre de la drogue, mais se force à arrêter après quelques semaines.
Les mois suivants, aucun concert n'est prévu, à cause des faibles ventes de l'album. Après une rechute et une cure de désintoxication, Kiedis se prépare avec le reste du groupe pour une nouvelle tournée, leur première depuis près de sept mois. Malheureusement, avant le début de la tournée, Kiedis a un accident de moto et est emmené à l'hôpital pour se faire soigner la main. À cause de sa dépendance, il lui faut sept doses de morphine pour que la douleur s'atténue. Il doit ensuite porter un plâtre sur tout le bras pour plusieurs mois, et doit faire annuler tous les concerts. À mi-chemin de la guérison, on propose au groupe de jouer au Fuji Rock Festival en juillet 1997. À ce moment-là, le plâtre de Kiedis ne lui bloque plus l'épaule, et il se sent assez bien pour jouer. Le sort s'acharne alors qu'un ouragan est annoncé quelques heures avant le concert, qui a tout de même lieu. Lorsque les Red Hot arrivent sur scène, le public est pris dans une pluie torrentielle, et le groupe est totalement incapable de jouer. Après huit chansons, l'éclairage et le matériel sonore est retiré de la scène et le groupe doit faire une sortie anticipée,.
De retour chez eux, les Red Hot restent chacun de leur côté jusqu'à la fin de l'année. Aucune chanson n'est composée, et ce n'est pas avant début 1998 que le groupe reprend les répétitions. Navarro est tombé dans la drogue, tandis que Kiedis se débat pour rester sobre. Le groupe décide d'avoir une discussion avec Navarro et essaie de le convaincre de faire une cure de désintoxication. La discussion s'envenime et Navarro fait un malaise lié à la drogue et tombe sur un ampli. En avril 2010, Navarro parlera de cet incident : « [Une des raisons pour lesquelles j'ai été viré] c'était à cause de ma consommation de drogue à l'époque. Les autres, c'est pour des divergences musicales. Anthony dit que c'était parce que j'ai trébuché sur un ampli alors que j'étais drogué. Moi je pense qu'il en prenait plus que moi à l'époque. Nous avions tous les deux perdu la réalité. Qui voulez-vous croire ? »
En avril 1998, le groupe n'a écrit qu'une seule chanson, qui n'est jamais sortie : Circle of the Noose. Kiedis et Flea pensent qu'il est temps de virer le guitariste. Navarro est furieux, mais finit par accepter son sort,. Les Red Hot sont en conflit, et proches de la rupture. Flea commence à penser au futur du groupe et pense qu'une séparation est peut-être nécessaire. En dernier ressort, Flea demande à Frusciante de revenir. Ce dernier sort d'un programme de désintoxication, après avoir été dépendant à l'héroïne pendant cinq ans. Il accepte avec plaisir.

## Fiche technique

### Liste des titres
Toutes les chansons sont écrites et composées par Anthony Kiedis, Flea, Chad Smith et Dave Navarro.
| 1.  | Warped (9 août 1995)              | 5:03 |
| 2.  | Aeroplane (14 mars 1996)          | 4:45 |
| 3.  | Deep Kick                         | 6:33 |
| 4.  | My Friends (19 septembre 1995)    | 4:02 |
| 5.  | Coffee Shop (12 août 1996)        | 3:08 |
| 6.  | Pea                               | 1:47 |
| 7.  | One Big Mob                       | 6:02 |
| 8.  | Walkabout                         | 5:07 |
| 9.  | Tearjerker                        | 4:19 |
| 10. | One Hot Minute                    | 6:23 |
| 11. | Falling into Grace                | 3:48 |
| 12. | Shallow Be Thy Game (29 mai 1996) | 4:33 |
| 13. | Transcending                      | 5:46 |

| A1. | Warped (9 août 1995)              | 5:03 |
| A2. | Aeroplane (14 mars 1996)          | 4:45 |
| A3. | Deep Kick                         | 6:33 |
| B1. | My Friends (19 septembre 1995)    | 4:02 |
| B2. | Coffee Shop (12 août 1996)        | 3:08 |
| B3. | Pea                               | 1:47 |
| B4. | One Big Mob                       | 6:02 |
| C1. | Walkabout                         | 5:07 |
| C2. | Tearjerker                        | 4:19 |
| C3. | One Hot Minute                    | 6:23 |
| D1. | Falling into Grace                | 3:48 |
| D2. | Shallow Be Thy Game (29 mai 1996) | 4:33 |
| D3. | Transcending                      | 5:46 |

#### Titres additionnels
| No | Titre                | présent sur          | Durée |
| -- | -------------------- | -------------------- | ----- |
| 1. | Melancholy Mechanics | face B de Warped     | 4:30  |
| 2. | Let's Make Evil      | face B de My Friends | 5:17  |
| 3. | Stretch              | face B de My Friends | 6:01  |
| 4. | Bob                  | bonus iTunes         | 5:43  |

## Personnel
- Anthony Kiedis – chant
- Dave Navarro – guitare, chœurs
- Michael « Flea » Balzary – basse, chœurs, Chant sur Pea
- Chad Smith – batterie
- Rick Rubin – production
- Mark Ryden – direction artistique
- Stephen Marcussen - ingénieur du son

### Musiciens supplémentaires
- Lenny Castro – Percussions sur Walkabout, My Friends, One Hot Minute, Deep Kick, and Tearjerker
- John Lurie – Harmonica sur One Hot Minute
- Tree – Violon sur Tearjerker
- Stephen Perkins – Percussions sur One Big Mob
- Kristen Vigard – Chœurs sur Falling into Grace
- Aimee Echo – Chœurs sur One Hot Minute, One Big Mob
- Gurmukh Kaur Khalsa – Chant sur Falling into Grace

## Classements et certifications

### Album
| Pays             | Durée du classement | Meilleur classement | Date              |
| ---------------- | ------------------- | ------------------- | ----------------- |
| Allemagne        | 20 semaines         | 3e                  | 25 septembre 1995 |
| Australie        | 41 semaines         | 1er                 | 24 septembre 1995 |
| Autriche         | 11 semaines         | 4e                  | 1er octobre 1995  |
| Belgique (W)     | 33 semaines         | 3e                  | 30 septembre 1995 |
| Belgique (V)     | 11 semaines         | 5e                  | 30 septembre 1995 |
| Canada           | 29 semaines         | 6e                  | 9 octobre 1995    |
| États-Unis       | 46 semaines         | 4e                  | 30 septembre 1995 |
| Finlande         | 14 semaines         | 1er                 | 11 septembre 1995 |
| France           | 50 semaines         | 3e                  | 30 septembre 1995 |
| Italie           | -                   | 11e                 | 1995              |
| Norvège          | 9 semaines          | 2e                  | 18 septembre 1995 |
| Nouvelle-Zélande | 21 semaines         | 1er                 | 24 septembre 1995 |
| Pays-Bas         | 18 semaines         | 5e                  | 23 septembre 1995 |
| Royaume-Uni      | 16 semaines         | 2e                  | 23 septembre 1995 |
| Suède            | 20 semaines         | 1er                 | 15 septembre 1995 |
| Suisse           | 23 semaines         | 2e                  | 24 septembre 1995 |

Certifications
| Pays             | Certification | Ventes      | Date              |
| ---------------- | ------------- | ----------- | ----------------- |
| Autriche         | Or            | 25 000 +    | 13 juin 2000      |
| Canada           | Platine       | 100 000 +   | 18 octobre 1995   |
| États-Unis       | 2 × Platine   | 2 000 000 + | 26 septembre 2001 |
| France           | Platine       | 300 000 +   | 1996              |
| Nouvelle-Zélande | Platine       | 15 000 +    | 24 septembre 1995 |
| Pays-Bas         | Or            | 50 000 +    | 2001              |
| Royaume-Uni      | Or            | 100 000 +   | 1er février 1996  |
| Suisse           | Or            | 25 000 +    | 1996              |

### Singles
| Single     | Chart                   | Durée du classement | Position | Date              |
| ---------- | ----------------------- | ------------------- | -------- | ----------------- |
| Warped     | Mainstream Rock Tracks  | 12 semaines         | 13e      | 30 septembre 1995 |
| Warped     | Alternative Songs       | 9 semaines          | 7e       | 9 septembre 1995  |
| Warped     | Single Top 100          | 3 semaines          | 47e      | 18 septembre 1995 |
| Warped     | ARIA Charts             | 4 semaines          | 12e      | 17 septembre 1995 |
| Warped     | Suomen virallinen lista | 4 semaines          | 3e       | 27 août 1995      |
| Warped     | VG-lista                | 1 semaine           | 12e      | 3 septembre 1995  |
| Warped     | RMNZ Singles Top40      | 7 semaines          | 4e       | 17 septembre 1995 |
| Warped     | UK Singles Chart        | 2 semaines          | 31e      | 2 septembre 1995  |
| Warped     | Sverigetopplistan       | 2 semaines          | 24e      | 8 septembre 1995  |
| Warped     | Schweizer Hitparade     | 7 semaines          | 33e      | 17 septembre 1995 |
| My Friends | Mainstream Rock Tracks  | 26 semaines         | 1er      | 30 septembre 1995 |
| My Friends | Alternative Songs       | 23 semaines         | 1er      | 18 novembre 1995  |
| My Friends | Single Top 100          | 5 semaines          | 81e      | 27 novembre 1995  |
| My Friends | ARIA Charts             | 13 semaines         | 15e      | 10 décembre 1995  |
| My Friends | RPM Top Singles         | 22 semaines         | 11e      | 15 janvier 1996   |
| My Friends | Single Top 100          | 7 semaines          | 40e      | 6 janvier 1996    |
| My Friends | RMNZ Singles Top40      | 6 semaines          | 20e      | 12 novembre 1995  |
| My Friends | UK Singles Chart        | 3 semaines          | 29e      | 21 octobre 1995   |
| My Friends | Sverigetopplistan       | 1 semaine           | 50e      | 17 novembre 1995  |
| Aeroplane  | Mainstream Rock Tracks  | 16 semaines         | 12e      | 30 mars 1996      |
| Aeroplane  | Alternative Songs       | 17 semaines         | 8e       | 24 février 1996   |
| Aeroplane  | ARIA Charts             | 10 semaines         | 35e      | 7 avril 1996      |
| Aeroplane  | RPM Top Singles         | 10 semaines         | 48e      | 1er avril 1996    |
| Aeroplane  | RMNZ Singles Top40      | 8 semaines          | 26e      | 12 mai 1996       |
| Aeroplane  | UK Singles Chart        | 3 semaines          | 11e      | 17 février 1996   |

## Ouvrages de référence
- (en) Anthony Kiedis et Larry Sloman, Scar Tissue, Hyperion, 19 octobre 2005, 465 p. (ISBN 1-4013-0101-0)